# Dem Himmel so nah
Dem Himmel so nah (Originaltitel: A Walk in the Clouds) ist ein US-amerikanisches Filmdrama aus dem Jahr 1995. Es basiert auf der Handlung des italienischen Filmklassikers Lüge einer Sommernacht aus dem Jahr 1942, die jedoch stark abgeändert wurde. Regie führte der Mexikaner Alfonso Arau. Bei der Kritik fiel Dem Himmel so nah als langweilig und kitschig durch.

## Handlung
Nach der Rückkehr vom Zweiten Weltkrieg hat der Soldat Paul Sutton Probleme mit der Wiedereingliederung. Er lernt die schwangere Victoria Aragón kennen, der er anbietet, sich ihrem Vater als Ehemann und Vater des Kindes vorzustellen. Die Familie Aragón besitzt ein Weingut in Napa Valley, wohin ein Urahn der Familie Weinreben aus Mexiko einführte. Sutton nimmt am Leben der Weinbauern teil; er verliebt sich in Victoria, obwohl ihr Vater ihm gegenüber misstrauisch bleibt. Es kommt zu einem Streit, bei dem Victorias Vater eine Öllampe wirft, wodurch die Weinreben angezündet werden. Die ganze Plantage wird trotz Rettungsversuchen vernichtet. Paul gibt nicht auf, sondern rennt zur ältesten, etwas abseits gelegenen Rebe, von der die ganze Plantage abstammt. Tatsächlich hat deren Wurzel überlebt und dient dazu, die Plantage ein zweites Mal aufzubauen.

## Kritik
Die Filmkritiker bedauerten „sattsam bekannte Klischees“ und das Fehlen fesselnder Wendungen, nannten Dem Himmel so nah einen Film ohne Charme, aber mit viel Sentimentalität, oder ein „pures Retortenprodukt“. Die Geschichte wirke oft unfreiwillig komisch. Erwähnt wurden auch die auf schön getrimmten Landschaftsaufnahmen mit Licht im Überfluss oder mit „viel untergehendem Sonnenlicht“.
Die Woche kritisierte den Film als „pathetisch“ und die Darstellung von Keanu Reeves als „uninspiriert“. Der Mexikaner Alfonso Arau habe sich beim Wechsel nach Hollywood den Gesetzen des Marktes untergeordnet, stellte der film-dienst fest. epd Film sah das Potenzial zu einer unterhaltsamen Situationskomödie verschenkt, weil die Macher Höheres im Sinn hatten: „Nicht lachen sollen wir, sondern ergriffen sein.“ Herausgekommen sei ein Moralstück. Der Fischer Film Almanach empfahl den Film nur für „Freunde tränenreicher Dialoge, schwelgerisch-pathetischer Musik und purpurroter Sonnenuntergänge“.

## Auszeichnungen
Maurice Jarre gewann für die Filmmusik den Golden Globe Award. Keanu Reeves und Aitana Sánchez-Gijón waren für den MTV Movie Award nominiert. Keanu Reeves war außerdem für den Negativpreis Goldene Himbeere nominiert.

## Dies und Das
Die Dreharbeiten fanden im Sommer 1994 in Napa Valley, Kalifornien, statt. Die Produktionskosten des Films betrugen etwa 20 Millionen US-Dollar.